# Scuola Grande di San Marco

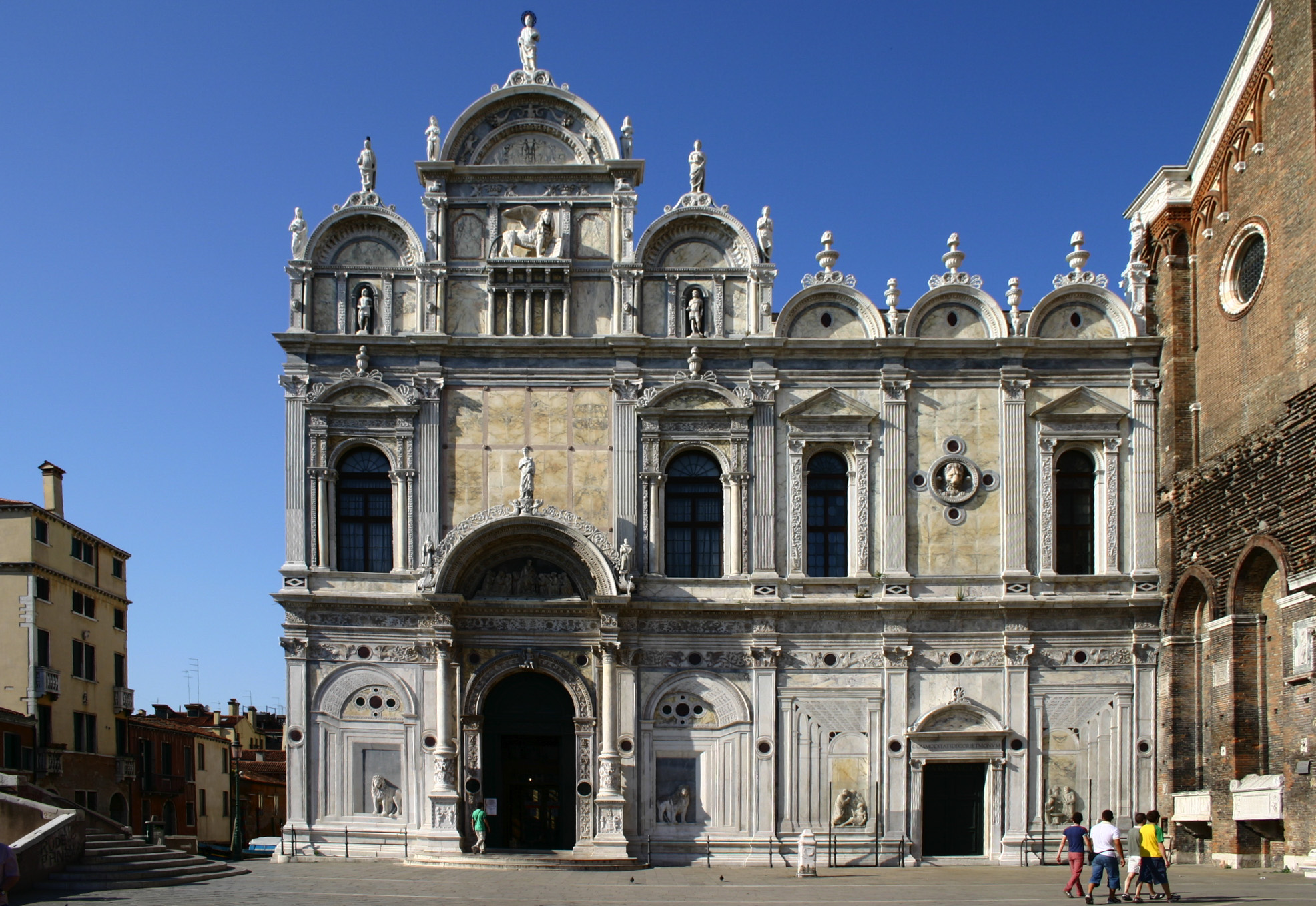
Scuola Grande di San Marco

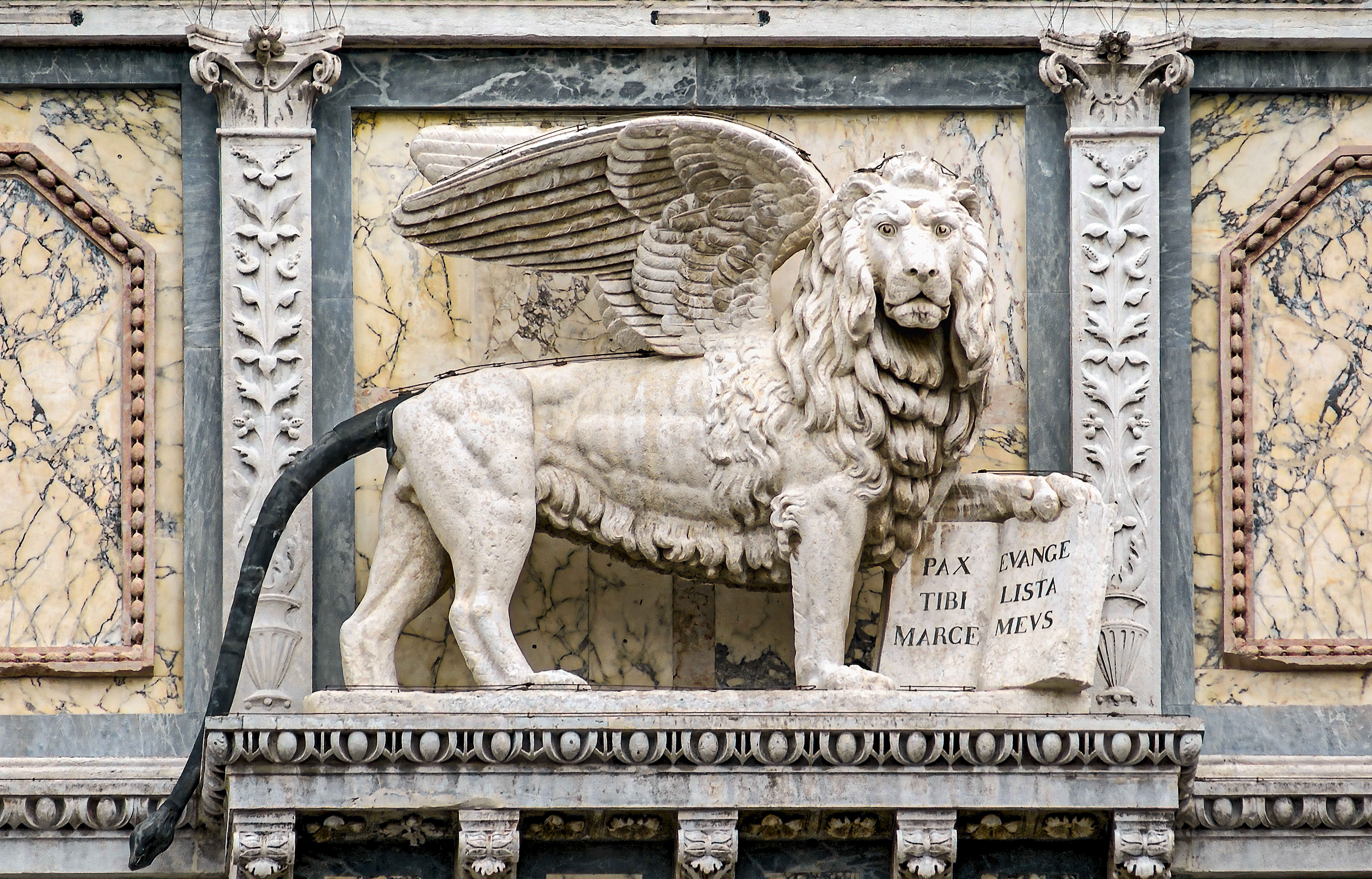
Facade of Scuola Grande di San Marco (Venice) - Lion of San Marco

De Scuola Grande di San Marco is een gebouw in Venetië. Van origine was het de verblijfplaats van een van de zes grootste broederschappen of Scuole Grandi. Het gebouw staat aan de Campo San Giovanni e Paolo, een van de grootste pleinen in de stad. Het gebouw is in 1260 gebouwd door de Broederschap van San Marco als vestigingsplaats. In 1485 brandde het gebouw echter af en in de twintig jaar daarna werd het herbouwd volgens een nieuw ontwerp van Pietro Lombardo. Het project werd gefinancierd door de leden van de broederschap. De façade, een meesterwerk van gedecoreerde niches, pilasters en witte of polychrome marmeren beelden, werd later afgemaakt door Mauro Codussi. Het gebouw is gedecoreerd met marmeren elementen uit de Renaissance, maar het gebruik van niches gaf het uiterlijk een Byzantijns 'karakter', wat in de jaren daarna  veel gebruikt zou worden in de Venetiaanse architectuur.
Drie van de beroemdste Italiaanse ontdekkingsreizigers uit de 15e eeuw, Giosafat Barbaro, Ambrogio Contarini en Alvise da Mosto, waren leden van de Scuola.
In 1819 werd de Scuola Grande di San Marco gebruikt als Oostenrijks militair ziekenhuis. Nu is het een openbaar ziekenhuis.